# Boxe aux Jeux panaméricains de 1963
Navigation
Édition précédente Édition suivante
Les compétitions de boxe anglaise des Jeux panaméricains 1963 se sont déroulées du 20 avril au 5 mai à São Paulo, Brésil.

## Résultats

### Podiums
| Catégories                    | Or               | Argent             | Bronze          |
| Poids mouches (-51 kg)        | Floreal García   | Pedro Dias         | Robert Carmody  |
| Poids coqs (-54 kg)           | Abel Almaraz     | Marcíal Guttiérez  | Arthur Jones    |
| Poids plumes (-57 kg)         | Rosemiro Mateus  | Héctor Pace        | Charles Brown   |
| Poids légers (-60 kg)         | Roberto Caminero | João da Silva      | Barry Foster    |
| Poids super-légers (-63,5 kg) | Adolfo Moreira   | Orlando Nuñes      | Quincey Daniels |
| Poids welters (-67 kg)        | Miguel Villugron | Rubens Vasconcelos | Mario Pereyra   |
| Poids super-welters (-71 kg)  | Elecio Neves     | Manuel Sánchez     | Osvaldo Marino  |
| Poids moyens (-75 kg)         | Luis César       | Leonardo Alcolea   | Fidel Odreman   |
| Poids mi-lourds (-81 kg)      | Fred Lewis       | Ronald Holmes      | Ruben Alves     |
| Poids lourds (+81 kg)         | Lee Carr         | José E. Jorge      | Raul Aguilar    |

### Tableau des médailles
| Place | Pays              | Médaille d'or, Amérique | Médaille d'argent, Amérique | Médaille de bronze, Amérique | Total |
| ----- | ----------------- | ----------------------- | --------------------------- | ---------------------------- | ----- |
| 1     | Brésil            | 3                       | 5                           | 1                            | 9     |
| 2     | Argentine         | 2                       | 1                           | 2                            | 5     |
| 3     | États-Unis        | 2                       | 0                           | 4                            | 6     |
| 4     | Cuba              | 1                       | 1                           | 0                            | 2     |
| 5     | Uruguay           | 1                       | 0                           | 1                            | 2     |
| 6     | Chili             | 1                       | 0                           | 0                            | 1     |
| 7     | Jamaïque          | 0                       | 1                           | 1                            | 2     |
| 8     | Panama            | 0                       | 1                           | 0                            | 1     |
| 8     | Pérou             | 0                       | 1                           | 0                            | 1     |
| 10    | Venezuela         | 0                       | 0                           | 1                            | 1     |
| Total | 10 pays médaillés | 10                      | 10                          | 10                           | 30    |